# 伊賀国造
伊賀国造（いがのくにのみやつこ・いがこくぞう）は伊賀国を支配した国造。

## 概要
『先代旧事本紀』「国造本紀」に伊賀国造と表記される。

### 祖先
- 『先代旧事本紀』「国造本紀」には、成務朝に垂仁天皇の皇子である意知別命の3世孫・武伊賀都別命が伊賀国造に任じられたとされる。
- また同天皇の皇子・息速別命を祖とする説ある。病弱だったため皇位継承者から外され、伊賀国に宮室を造って住んだという。允恭朝に4世孫の須珍都斗王が阿保姓を与えられた。

### 氏族
阿保氏（あぼうじ、姓は君）で、一時は建部（健部）氏を名乗る。雄略朝の意保賀斯が武芸に秀でていたため武部(健部)と改姓するが、延暦3年(784年)に人上が阿保朝臣を賜り、同族が阿保公となった。近江国の小槻氏も貞観年間に改姓するが、こちらは息速別命の異母兄弟の落別命の末裔。

## 支配領域
国造の支配領域は当時伊賀国と呼ばれた地域で、後の伊賀国と同じ領域と考えられる。孝徳朝の御世に伊勢国に合併されたが、後に天武朝の御代に再び分割されて設置された。

### 本拠
国造の本拠は伊賀国伊賀郡阿保村で、現在の三重県伊賀市（旧青山町）にあたる。

## 氏神
不明。阿保には式内社大村神社がある。

## 子孫
- 阿保意保賀斯
古墳時代の武人。雄略朝の国造で、建部氏の祖。
- 建部人上
平安時代の官人。桓武朝の大学頭・陰陽頭等。建部姓から阿保姓に戻った。